# Falešné vztahy
Falešné vztahy (v italském originále Le fate ignoranti, tj. Nevědomé víly) je italský hraný film z roku 2001, který režíroval Ferzan Özpetek podle vlastního scénáře. Film pojednává o ženě, která po nečekané smrti manžela zjistí, že její muž udržoval dlouhodobý milostný poměr. Snímek byl v ČR uveden též pod alternativním názvem Nevědomé víly.

## Děj
Antonia pracuje v laboratoři, kde se testuje přítomnost viru HIV. S manželem Massimem žijí již 15 let ve spokojeném manželství a vedou běžný středostavovský život. Jednoho dne je Massimo smrtelně zraněn při autonehodě. Když Antonia donese jeho osobní věci k kanceláře k sobě domů, objeví na jednom obraze věnování, z něhož je patrné, že Massimo měl vedlejší poměr, který trval již sedm let. Antonia se rozhodne milenku najít podle odesílatele na dochované doručence. V domě v chudší čtvrti Říma objeví společenství různorodých obyvatel, kteří tvoří svéráznou komunitu. Zde se dozvídá, že Massimo udržoval poměr s Michelem. Antonia je v šoku, že její muž byl gay. Antonia vyhledá Michela opět v jeho obchodě na tržnici, protože chce pochopit chování svého muže. Po počáteční oboustranné nevraživosti se oba postupně sblíží a Antonia se spřátelí i s Michelovými sousedy, kteří byli přáteli jejího muže: turecká imigrantka Serra, Ernesto umírající na AIDS, Mara, která si změnila pohlaví... Zjišťuje, že Massimo neměl jen vedlejší poměr, ale vedl zcela jiný životní styl. Ale i Michele se dozvídá, že o svém příteli také nevěděl úplně všechno. Až nyní zjistí, že básník Nâzım Hikmet, díky němuž se s Massimem seznámili, nebyl oblíbený autor Massimův, ale Antonie, pro kterou tehdy knihu sháněl. Když do Říma přijede Serryn bratr Emir, který stále cestuje po Evropě, rozhodne se Antonia také odjet pryč. Nikomu neřekne, že je těhotná a čeká dítě s Massimem. Všichni se domnívají, že odjíždí s Emirem. Ona však odlétá do Amsterdamu sama.

## Obsazení
| Margherita Buy           | Antonia  |
| Stefano Accorsi          | Michele  |
| Serra Yilmaz             | Serra    |
| Gabriel Garko            | Ernesto  |
| Erika Blanc              | Veronica |
| Andrea Renzi             | Massimo  |
| Luca Calvani             | Sandro   |
| Koray Candemir           | Emir     |
| Lucrezia Valia           | Mara     |
| Filippo Nigro            | Riccardo |
| Ivan Bacchi              | Luciano  |
| Maurizio Romoli          | Angelo   |
| Carmine Recano           | Israele  |
| Rosaria De Cicco         | Luisella |
| Edilberta Caviteno Bahia | Nora     |

## Ocenění
- Nominace na Zlatého medvěda v kategorii nejlepší režie
- Cena Globo d'oro v kategorii nejlepší režie

Na filmovém festivalu Mezipatra 2002 byl uveden – shodně se slovenskou kinodistribucí – pod názvem Ignoranti a odnesl si cenu publika.